# Oravská Jasenica
Pour les articles homonymes, voir Jasenica.
Oravská Jasenica est un village de Slovaquie situé dans la région de Žilina.

## Histoire
Première mention écrite du village en 1588.

## Démographie

### Évolution de la population
| Année:               | 1994. | 2004.    | 2014.    | 2024.    |
| -------------------- | ----- | -------- | -------- | -------- |
| Nombre de personnes: | 1412  | 1575     | 1789     | 1992     |
| Différence:          |       | +11,54 % | +13,58 % | +11,34 % |

| Année:               | 2023. | 2024.   |
| -------------------- | ----- | ------- |
| Nombre de personnes: | 1973  | 1992    |
| Différence:          |       | +0,96 % |